# Мартон Ваш
Мартон Ваш (угор. Vas Márton; народився 2 березня 1980 у м. Дунауйварош, Угорщина) — угорський хокеїст, центральний нападник. Виступає за «Альба Волан» (Секешфехервар) в Австрійській хокейній лізі.
Вихованець хокейної школи ХК «Дунауйварош». Виступав за «Гоксбері Гокс» (CJAHL), ХК «Дунауйварош», ХК «Бріансон», «Альба Волан» (Секешфехервар).
У складі національної збірної Угорщини учасник чемпіонатів світу 2005 (дивізіон I), 2006 (дивізіон I), 2007 (дивізіон I), 2008 (дивізіон I), 2009, 2010 (дивізіон I) і 2011 (дивізіон I). У складі молодіжної збірної Угорщини учасник чемпіонатів світу 2001 (дивізіон II), 2002 (дивізіон II), 2003 (дивізіон II) і 2004 (дивізіон I). У складі юніорської збірної Угорщини учасник чемпіонатів світу 1999 (група B), 2000 (дивізіон I), 2001 (дивізіон II) і 2002 (дивізіон II).
Чемпіон Угорщини (1998, 2000, 2002, 2010), срібний призер (1997, 1999, 2001, 2003, 2004, 2005). Срібний призер чемпіонату Франції (2008, 2009).
Брат: Янош Ваш.